# 陈春平 (1962年)
陈春平（1962年—），江西临川人，汉族，中华人民共和国政治人物、第十一届全国人民代表大会江西地区代表。
毕业于北京林业大学生态专业。加入民革。担任民革江西省委会专职副主委。2008年起担任全国人大代表。